# The Witchery of Archery
The Witchery of Archery (La sorcellerie du tir à l'arc) , écrite par Maurice Thompson en 1878, fut le premier livre en anglais sur la chasse à l'arc jamais publié.  Son titre complet est The Witchery of Archery: A Complete Manual of Archery. With Many Chapters of Adventures by Field and Flood, and an Appendix Containing Practical Directions for the Manufacture and Use of Archery Implements (La sorcellerie du tir à l'arc: Un manuel complet de tir à l'arc. Avec de nombreux chapitres d'aventures par champs et par inondations et une annexe contenant des instructions pratiques pour la fabrication et l'utilisation d'instruments de tir à l'arc).   
C'était le premier livre important sur le tir à l'arc écrit en anglais depuis Toxophilus, écrit en 1545. Le livre aurait eu autant d'effet sur le tir à l'arc que Cabine de l'oncle Tom sur la guerre de Sécession. 

## Contexte
Lorsque Thompson écrit La sorcellerie du tir à l'arc, il le remplit de diverses histoires, dont beaucoup humoristiques. Cependant, il donne également des conseils pratiques sur le sport, tels que la fabrication d’attirail de tir à l’arc et l’utilisation du matériel pendant la chasse.
La sorcellerie du tir à l'arc a été crédité pour avoir rendu le sport du tir à l'arc d'intérêt public. Une partie de cet engouement était due aux mauvais souvenirs provoqués par les fusils par rapport à la guerre civile américaine.  Cependant, ce nouvel élan avait également un objectif plus vaste et pragmatique : les anciens soldats confédérés n'étaient pas autorisés à utiliser des armes à feu, mais ils avaient besoin de chasser pour survivre ; le tir à l'arc est devenu une substitution commode.  En outre, à la fin des années 1800, les dernières guerres indiennes ont connu leur fin, romantisant ainsi les Amérindiens et leurs cultures. En 1880, avec le livre de moins de deux ans, les brevets relatifs aux articles de tir à l'arc ont considérablement augmenté. Plus que tout autre livre, The Witchery of Archery a suscité un intérêt accru pour le tir à l'arc au cours des cinquante années suivantes.     

## Maurice Thompson
Un an après la publication de The Witchery of Archery , Thompson a été choisi comme premier président de la National Archery Association , en grande partie grâce au succès du livre. 
Écrivain de plusieurs livres, Thompson ne semblait guère fier d’avoir écrit The Witchery of Archery.  Sur les pages de titre de ses différentes œuvres, il énumère plusieurs titres dont il est l'auteur, mais il ne mentionne jamais " La sorcellerie du tir à l'arc". 